# 藤田哲也 (俳優)
藤田 哲也（ふじた てつや、1978年3月19日 - ）は日本の俳優。埼玉県出身。

## 出演

### 映画
- 少年時代（1990年） - 風間進二 役『第14回日本アカデミー賞』新人俳優賞[1]
- 福沢諭吉（1991年）
- 橋のない川（1992年） - 少年時代の畑中孝二 役
- アンモナイトのささやきを聞いた（1992年）
- 遠き落日（1992年） - 少年時代の野口英世 役
- 押繪と旅する男（1994年）
- 三たびの海峡（1995年）
- 呪女（2000年）
- DRUG（2001年） - 小田島健太郎 役
- 草の乱（2004年） - 大野苗吉 役

### テレビドラマ
- 花田春吉なんでもやります 第10話「スクープ・春吉再婚!?」（1985年3月8日、TBS） - 数馬の弟 役
- お坊っチャマにはわかるまい!（1986年）
- ベイシティ刑事 第18話「子連れ刑事 ヨコハマ物語」（1987年） - 森口柾 役
- 信長 KING OF ZIPANGU（1992年）
- 風林火山（1992年） - 武田勝頼 役
- 水戸黄門（TBS・C.A.L）
  - 第22部 第14話「悪を懲らした姫だるま -松山-」（1993年8月16日） - 二郎 役
  - 第23部 第39話「白いお髭のお婿殿 -府中-」（1995年5月8日） - 竹内数馬 役
  - 第33部 第22話「大対決! 八百八町は日本晴れ-江戸-」（2004年9月20日） - 島木平太 役
  - 第34部 第12話「風の鬼若怒りの秘剣-松前-」（2005年） - 市原新兵衛 役
  - 第35部 第18話「脱藩者は老公に瓜二つ-佐伯-」（2006年2月20日） - 蕪木俊吾 役
- 将軍の隠密！影十八「ワル　親のない子と子のない母と」(1996年、ANB) - 峰次 役
- はみだし刑事情熱系
  - Part2（1997年） - 大滝誠 役
  - Part5（2000年） - 宗像隆 役
  - Part8（2004年） - 堀越克夫 役
- 暴れん坊将軍VIII 第15話「買われたお姫様の秘密」（1998年、ANB） - 卯三郎 役
- 七曲署捜査一係'99（1999年11月26日 日本テレビ） - 清水靖 役
- 大江戸を駈ける! 第3話「明日なき暴走」（2000年 TBS・C.A.L） - (元鳥越) 周平 役
- はぐれ刑事純情派（2000年） - 中西一紘 役
- こちら第三社会部（2001年） - 斉藤良臣 役
- はぐれ刑事純情派第16シリーズ（2003年）第15話 - 上原
- こちら本池上署（2004年） - 林勇人 役
- はぐれ刑事純情派（2004年） - 尾形裕隆 役

### 吹き替え
- グーニーズ - リッキー・ワン[2]
- オリバー ニューヨーク子猫ものがたり - オリバー